# Базилевич Анатоль
Анатоль Богдан (Теодор) Базилевич (24 жовтня 1887, с. Гостів — 26 грудня 1940, Вікторів, нині Івано-Франківський район, Івано-Франківська область, Україна) — український релігійний, громадський та військовий діяч, священник УГКЦ, військовий капелан.

## Життєпис
Анатоль Базилевич народився 24 жовтня 1887 року в селі Гостів Тлумацького повіту на Станиславівщині. У 1911 році рукопокладений у сан священника. Був сотрудником на парафії в селі Тишківці (1911—1912), адміністратором парафії в Скалі-Подільській (1912—1913), катехитом у Заліщицькій гімназії (1913—1914). Під час Першої світової війни служив військовим капеланом у армії Австро-Угорщини при уланах.
У 1918 році став капеланом Української Галицької Армії (УГА), служив у Першій Бригаді УСС, був одним з учасників «Листопадового Зриву» та брав активну участь у всіх визвольних змаганнях.
Анатоль Базилевич, гарячий патріот, використовував свої знайомства з визначними особами ще з австрійського війська на користь української справи. Був у приязних відносинах з Василем Вишиваним. Брав участь у боях за Львів і перейшов з українським військом за річкою Збруч. Був у «Чотирикутнику смерті» і брав участь у боях аж до кінця визвольних змагань. Вернувшись у Галичину, був парохом у Живачові, Назавізові, в Поточищі поблизу Городенки (1922—1933) та у Вікторові (з 1933 року).
У Вікторові, 26 листопада 1940 року, з невияснених причин, несподівано помер. До кінця свого життя мав він зв'язки з українським підпіллям. На його могилу покладено вінок з написом: «Від тих, що Тебе розуміли».

## Нагороди
- Духовний хрест заслуг II ступеня на біло-червоній стрічці (нім. Geistliches Verdienstkreuz 2. Klasse am weissroten Bande)[5]

## Творчість

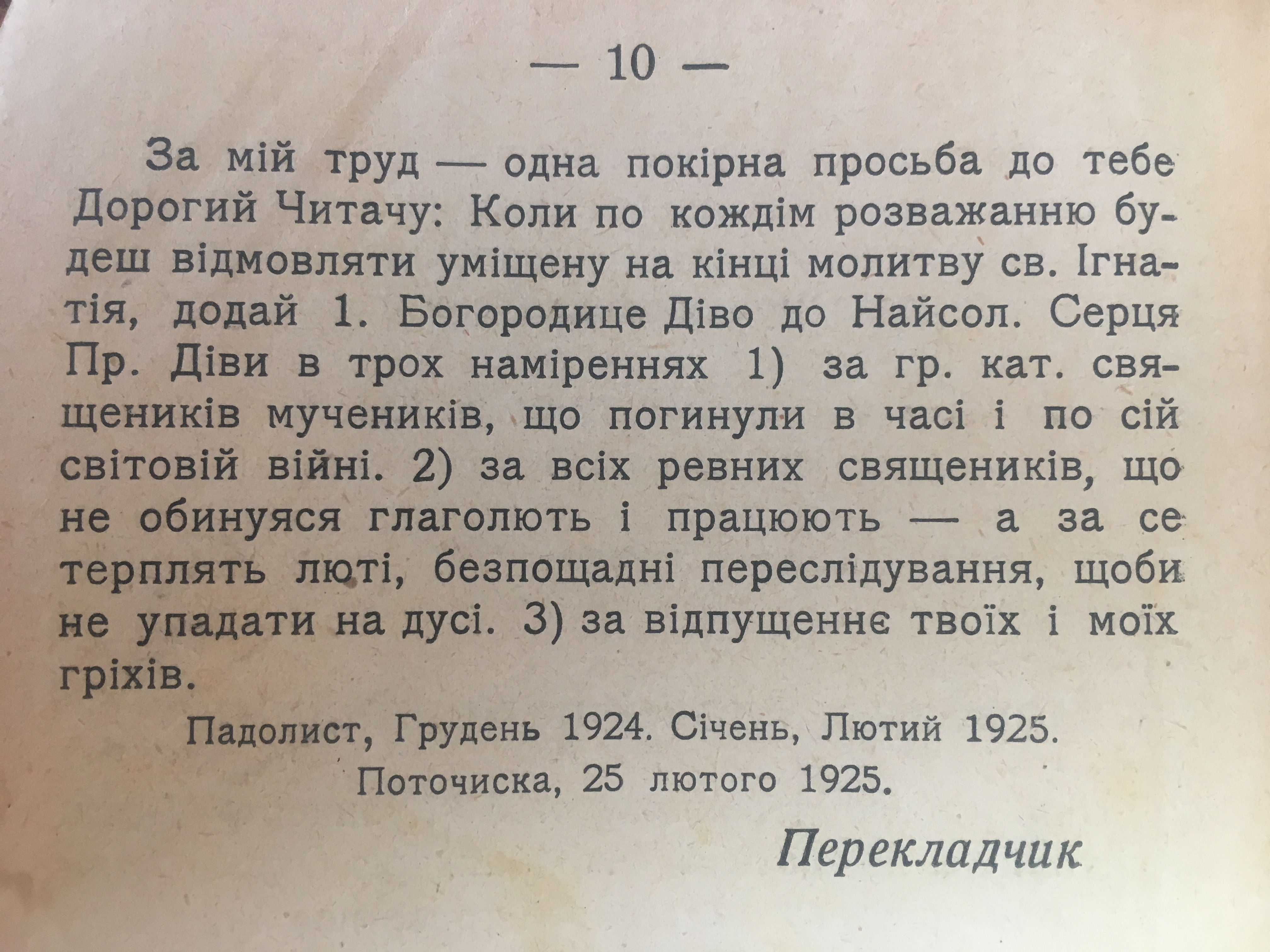
З передмови перекладача (о. Анатоля Базилевича) до книги «У стіп Учителя»

Отець Анатоль є автором перекладу книги «У стіп Учителя (розважання для священників)» Антіна Гуондера, який вийшов друком у Жовківській Друкарні оо. Василіян 1926 року.